# 嘉道理盆距蘭
嘉道理盆距蘭（學名：Gastrochilus kadooriei），蘭科植物，是香港本土原生蘭花。嘉道理盆距蘭分佈於新界大帽山，目前數量僅錄得20株，於2013年方被首次發現，2014年獲國際確認為新物種。

## 命名
為紀念香港著名工業家及慈善家嘉道理‧賀理士一生致力於保育本地動植物，並且創辦嘉道理農場，本種學名遂以其姓氏命名。。

## 發現歷史
2013年7月27日，嘉道理農場之植物學家Dr. Pankaj Kumar及 Dr.Stephan W. Gale在一次定期的植物調查中，在嘉道理農場後的大帽山首次發現過往未曾紀錄過的蘭花。初時，二人只以為是已有紀錄的盆距蘭，不過經過仔細觀察後卻認為似乎外觀上與盆距蘭存在差異。及後，經過全面的文獻和標本調查，以及多國植物學家的分析，再對比以前在香港以外，包括中國南部和越南多個地方收集過的盆距蘭、松蘭類群，例如紅斑松蘭、列葉盆距蘭、小唇盆距蘭、臺灣松蘭及G. corymbosus等，卻一直無法正確識別，最終於2014年4月獲證實嘉道理盆距蘭為科學上之全新物種，有關的新發現刊載於國際學術期刊《Phytotaxa》（意思為植物分類學）中。

## 特徵
嘉道理盆距蘭之花約為9×9毫米大小，呈淡黃色，總狀花序；花瓣和萼片則帶紅褐色斑點，1脈，萼片呈倒卵形，約3×1.7毫米，下垂狀；唇瓣頂生裂片無毛，約4.1×5毫米，無毛，呈三角狀；花梗和子房長5－5.2毫米；總花柄長9毫米。花期為7月至8月。
葉型則為卵狀，長1.3－1.8毫米，闊5－6毫米，葉邊有細小向上走向之鋸齒，葉片有時帶有紫紅色斑點，一般只在嫩葉上出現。其莖分枝較少，一般不超過30厘米，直徑約1.5－2毫米，被葉基部覆蓋，呈綠色，無毛，每節莖部約5-6毫米長。根呈蠕蟲狀、細長，達10厘米長，直徑約1.5－1.8毫米。整個植株約長3-30厘米。

## 生境及珍稀度
嘉道理盆距蘭喜歡生長在約900-1600米高的山地環境之中，多數生長在那些季節性河流中被苔蘚覆蓋的花崗岩岩石和石塊上。然而，隨著全球暖化及森林大幅減少，漸漸地威脅到高地植物的生長環境。除此之外，植物學家在觀察期間發現，嘉道理盆距蘭在大帽山一帶經過兩年的觀察（2013年－2014年）並沒有結果現象，因此推斷其花粉之授粉能力較弱，加上植株數目不多，約少於20株，故此參考國際自然保護聯盟瀕危物種紅色名錄，初部估算應屬於「近危」級別，同時很可能在不久將來會達至「瀕危」或「滅絕」級別。嘉道理盆距蘭亦是香港現存9種本土特有種蘭花之一，其餘8種分別為二色石豆蘭、香港卷瓣蘭、粉紅叉柱蘭、箭藥叉柱蘭、單唇貝母蘭、白花多葉斑葉蘭、香港玉鳳花和天使蘭。

## 各界反應
香港蘭藝會名譽會長朱劍虹稱，發現新物種之珍貴，在於原生蘭花在香港本已屬相當罕有。他又表示，香港城市發展得很快，能夠發現新品種，非常高興。他指出香港本身屬物種多樣化之地，過往曾發現約逾120種原生蘭花，相較整個英國的約60種還要多出一倍，但可惜城市化劇烈，從前沙田有大量原生蘭花，現時已近絕跡。他同時批評政府之鞏固斜坡工程，將草坡鏟走，過程中將不少原生蘭花殺去。此外，香港植物專家一直以來害怕珍貴之野生植物曝光，曾經有專家帶香港電台攝製組往大帽山拍攝原生蘭花，此後蘭花失去縱影，專家也被罵起來。自此，每逢考察也只限數人參與，並且避免外來人士同行。事實上，原生蘭花往往必須在原生地之土壤上成長，實現蘭菌共生，移植的絕少有成功例子。他又道，原生蘭花的野外繁殖能力與野生熊貓相近，要適合性相當高之地域方可。

## 記錄
由於嘉道理盆距蘭乃世界新品種，故此尚未收錄在《香港植物誌（第四冊）》一書中，目前只見於《植物分類學》（Phytotaxa）第164期第2冊。

## 參看
- 紫紋兜蘭
- 香港原生物種
- 香港首先發現物種列表